# Antonia Prebble
Antonia Mary Prebble (* 6. Juni 1984 in Wellington) ist eine neuseeländische Schauspielerin, die durch die neuseeländische Science-Fiction-Serie The Tribe bekannt wurde. 

## Leben und Karriere
Antonia Prebble wurde als mittlere von drei Geschwistern geboren: Sie hat eine ältere Schwester namens Rebecca Jane sowie einen jüngeren Bruder namens Benedict Charles. Prebble besuchte von 1999 bis 2001 das Queen Margaret College in Wellington. Anschließend schrieb sie sich an der Victoria University of Wellington in den Fächern Jura und Kunst ein, konzentrierte sich aber bald auf das Kunststudium und erwarb einen Bachelor of Arts in Linguistik.
Für die Rolle der Loretta West in Outrageous Fortune zog Prebble 2004 nach Auckland. 2008 bekam sie für diese Rolle den Qantas-Award für „Best Supporting Actress“.
Prebble ist mit Dan Musgrove liiert. Sie haben zwei gemeinsame Söhne.

## Filmografie (Auswahl)
- 1999: A Twist in the Tale (Fernsehserie, eine Episode)
- 1998–2003: The Tribe (Fernsehserie, 226 Episoden)
- 2001: Dark Knight (Fernsehserie, eine Episode)
- 2005: Interrogation (Fernsehserie, eine Episode)
- 2005–2010: Outrageous Fortune (Fernsehserie, 107 Episoden)
- 2006: The Lost Children (Fernsehserie, eine Episode)
- 2006: Power Rangers Mystic Force (Fernsehserie, 32 Episoden)
- 2010: Spies and Lies (Fernsehfilm)
- 2013: The Blue Rose (Fernsehserie, 13 Episoden)
- 2014: Virus Outbreak: Lautloser Killer (The Cure)
- 2014: Salem (Fernsehserie, eine Episode)
- 2014: Anzac Girls (Fernsehserie, 6 Episoden)
- 2015: Timeslow – The Timeless Tales of Henry Glint
- 2015–2020: Westside (Fernsehserie, 51 Episoden)
- 2017: Pork Pie
- 2017: Sisters (Fernsehserie, 7 Episoden)
- 2020: Inside (Fernsehserie, 4 Episoden)
- 2022–2023: Shortland Street (Fernsehserie, 50 Episoden)
- 2023: Safe Home (Fernsehserie, 4 Episoden)
- 2023: Double Parked (Fernsehserie, 7 Episoden)